# 甲冑姿のカルロス2世
『甲冑姿のカルロス2世』（かっちゅうすがたのカルロス2せい、西: Carlos II con armadura, 英: Charles II in armour）は、スペインのバロック期の画家フアン・カレーニョ・デ・ミランダが1681年ごろにキャンバス上に油彩で描いた絵画である。国王フェリペ4世と王妃マリアナ・デ・アウストリアとの間に1661年に誕生したカルロス2世の全身肖像画である。1831年にエル・エスコリアル修道院から王立サン・フェルナンド美術アカデミーに移され、現在はマドリードのプラド美術館に所蔵されている。なお、プラド美術館には、カレーニョ・デ・ミランダによる12歳から14歳ごろのカルロス2世の肖像画が数点所蔵されているが、本作では20歳を迎え、成人したカルロス2世の姿がスペイン肖像画の伝統的な型に則って表されている。

## 人物

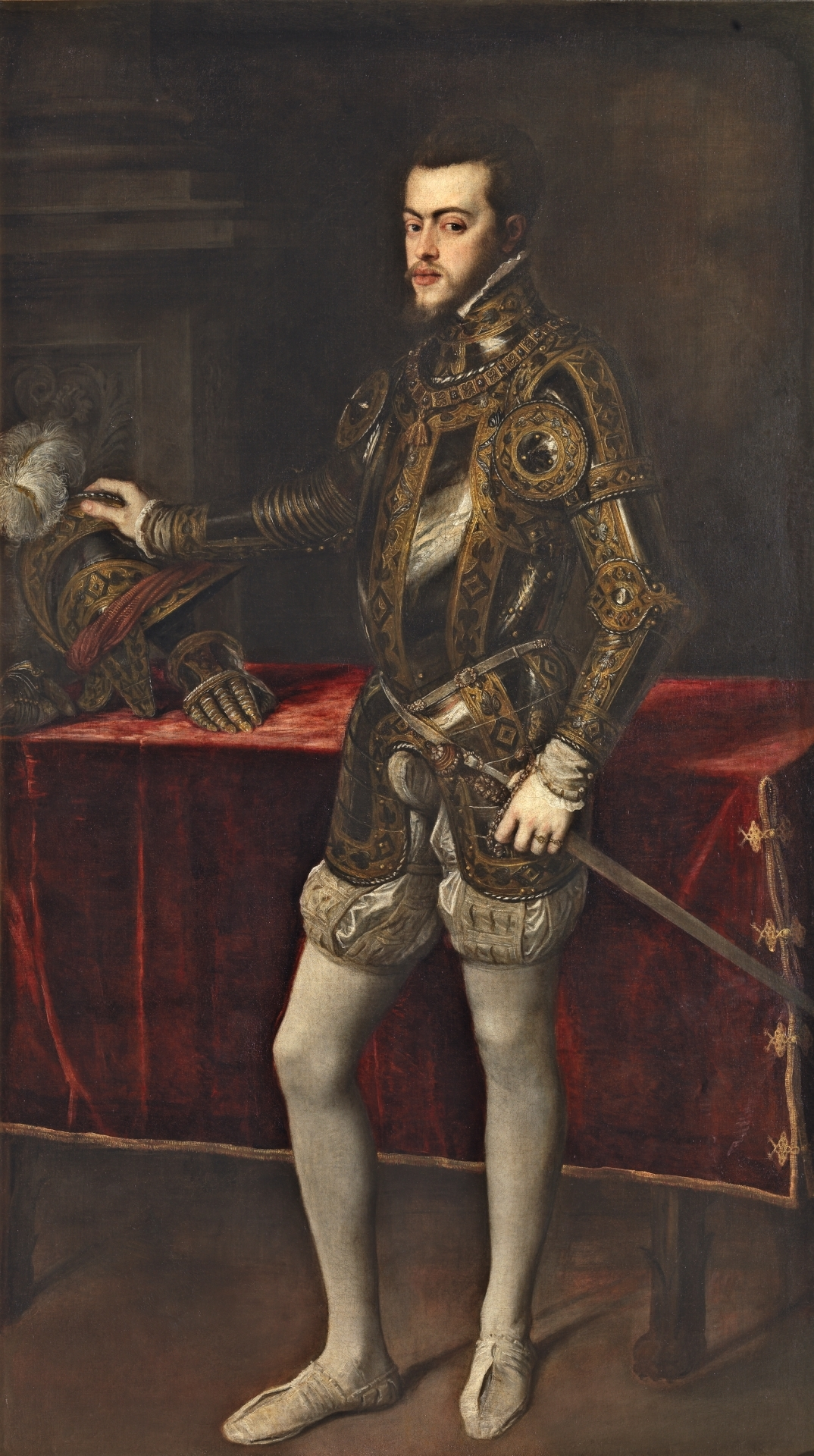
ティツィアーノ・ヴェチェッリオ 『鎧を着たフェリペ2世の肖像』 (1551年) プラド美術館

カルロス2世の父であったフェリペ4世と母のマリアナ・デ・アウストリアは叔父と姪の関係であった。フェリペ4世の曽祖父・神聖ローマ皇帝カール5世はいとこと結婚し、その息子でフェリペ4世の祖父にあたるフェリペ2世は姪と結婚した。その結婚から出生したフェリペ3世はいとこの娘と結婚して、フェリペ4世が生まれた。フェリペ4世と妃マリアナ・デ・アウストリアの間には4世代にわたる近親婚の末裔として4人の子供が生まれたが、王女マルガリータ・テレサ・デ・エスパーニャを除き、次々に夭折してしまう。そして、マルガリータが10歳の時に奇蹟的に誕生したのがカルロス2世であった。
しかし、カルロス2世は「呪いをかけられた子」と陰でささやかれるようになった。彼は生まれながらにして心身ともに脆弱で、知能も低く、容貌もよくなかったのである。父のフェリペ4世は息子がなるべく人目に触れぬように配慮し、どうしても人前に出す時はベールを被せたこともあった。そして、ひたすら息子の呪いを解こうと、大勢の医者、占星術師、祈祷師を侍らせた。カルロス2世は本作に描かれているように成人したが、39歳の誕生日直前に後継者なしに亡くなり、スペイン・ハプスブルク朝は終焉を迎えることとなる。

## 作品
本作のカルロス2世は、左手を腰に当て、右足を軽く前方に出しながら鑑賞者の方を見つめて立っている。豪華な甲冑を纏い、緋色のサッシュ (飾り帯) を巻き、剣を携え、右手に指揮棒を持つその姿はまさに軍の最高指揮官としての立場を示している。彼が纏う甲冑は、1551年、ドイツ人の甲冑師ウォルフガング・グロスシェデル (Wolfgang Grosschedel, 1517–1562年) が制作したX型十字の装飾を持つ甲冑である。この甲冑はスペインのハプスブルク王家と密接なつながりがあるなかりでなく、サン＝カンタンの戦い (1557年) でのフランスに対する勝利を記念するものとして、カルロス2世の曽祖父フェリペ2世のコレクションでもひときわ重要な象徴的意味を持つものであった。
このように重要な意味を持つ甲冑を纏った姿でカルロス2世が自身を描かせたことには、1678年のナイメーヘン条約の締結と、翌1679年のルイ14世の姪マリー・ルイーズ・ドルレアンとの結婚を祝すという彼の意図があったのであろう。本作は、カレーニョ・デ・ミランダによって描かれ、カルロス2世とマリー・ルイーズとの結婚に向けた交渉中にフランスに贈られた肖像画の複製である。虚弱で病気がちな上、容貌が魅力的ではなかったカルロス2世を描くことは容易なことではなかったはずであるが、画家は非常な繊細さと才により、君主の容貌を完全に隠さないという必要性と高度な理想化とを融合させている。
カルロス2世が立つ部屋は、より幼いころのカルロス2世を描いた作品同様、旧マドリード王宮の「鏡の間」である。机の上にはヘルメットとグローブの武具が置かれていて、ティツィアーノの『鎧を着たフェリペ2世の肖像』 (プラド美術館) やディエゴ・ベラスケス工房の『足元にライオンのいるフェリペ4世』 (プラド美術館) に描かれた同じような武具を想起させる。大理石の欄干の後ろの背景では2隻の戦艦が大砲を打っており、本作の軍事的性質と当時続いていたフランスとの戦争を推測させる。